# ヴルボヴェツ
ヴルボヴェツ（クロアチア語: Vrbovec）はクロアチア、ザグレブ郡の都市及び基礎自治体である。2001年の国勢調査による人口はヴルボヴェツ市街が4,862人で、基礎自治体全体では14,658人を数えそのうち97.36%をクロアチア人が占める。

## 歴史
ヴルボヴェツが最初に言及されたのは1244年4月21日の教会文書で、今日ではザグレブの大司教公文書館に保管されている。文書はベーラ4世が発行した、総督に与えた封地の権利確認に関する物であった。15世紀の記録ではヴルボヴェツは交易の中心として常設の市が置かれている。16世紀から17世紀にかけてこの地はズリンスキ家によって治められており、1612年に後のクロアチアのバン（総督）となるペタル・ズリンスキ (en) が生誕した。

## 経済
今日、ヴルボヴェツの主要な産業は精肉や肉製品の生産、煉瓦、機械関連工業などである。最大の雇用者は食肉加工のPIK Vrbovecで1,500人を雇用している。

## 交通
ヴルボヴェツはザグレブの北東に位置し、高速道路A4号線やB28号線で32km離れた場所にあり、旧道経由では40kmほどの距離となる。鉄道はザグレブ - コプリブニツァ - ハンガリー方面を結ぶ路線が経由する。